# Fackenhofen
Fackenhofen ist eine Wüstung im hessischen Idstein beim Ortsteil Wörsdorf im Taunus. Heute befindet sich an der Stelle des untergegangenen Ortes der Hof Henriettenthal.
Der Ort wurde erstmals urkundlich im Jahr 1271 als Fackenhoven erwähnt. Weitere urkundliche Erwähnungen sind:
- Vokenhoben (1285)
- Vackinhoven (1297)
- Vokenhofen (13. Jahrhundert)
- Vockenhoven (1301)
- Vockinhobin (1329)
- Vogkinhovin (14. Jahrhundert)
- Vackenhoben (1356)
- Fackenhoffen (1566)
- Vackenhöffer Hof (1653)
- Fackenhofen (1665)

Verwaltungsmäßig gehörte der Ort zum Amt Idstein.
1566 wurden 14 Haushaltungen gezählt, 1634 waren es 9 Mannschaften, 2 Witwen, 10 bewohnte Häuser, 3 unbewohnte und 1677 nur noch 5 Haushaltungen. Danach fiel der Ort wüst und an seiner Stelle entstand 1699 der Hof Henriettenthal.